# 圣罗姆
圣罗姆（法語：Saint-Rome，法語發音：[sɛ̃ ʁɔm]）是法国上加龙省的一个市镇，属于图卢兹区。

## 地理
圣罗姆（43°24'53"N, 1°40'37"E）面积3.63 平方千米，位于法国奧克西塔尼大區上加龙省，该省份为法国西南部内陆省份，西南端与西班牙接壤，自此顺时针与上比利牛斯省、热尔省、塔恩-加龙省、塔恩省、奥德省和阿列日省接壤。
与圣罗姆接壤的市镇（或旧市镇、城区）包括：维勒努韦勒、加尔杜什、孟德斯鸠洛拉盖、蒙加亚尔洛拉盖、维埃耶维涅、洛拉盖自由城。

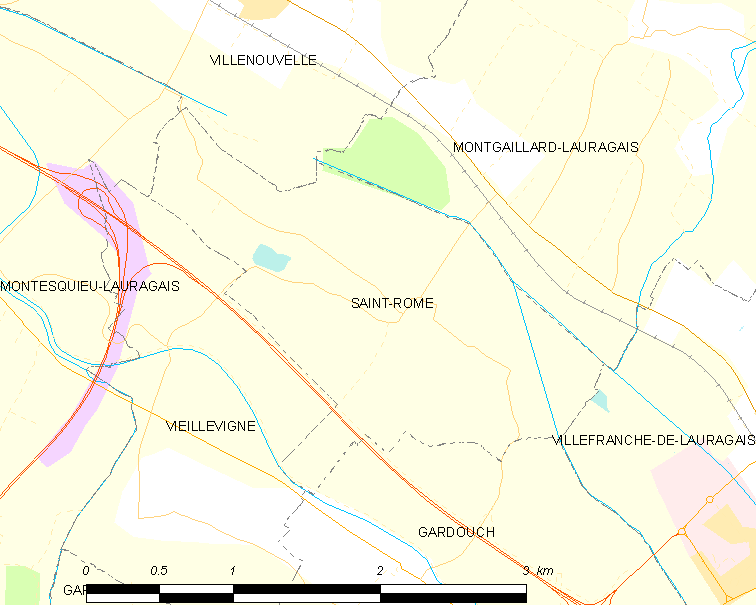
圣罗姆的OSM定位图

圣罗姆的时区为UTC+01:00、UTC+02:00（夏令时）。

## 行政
圣罗姆的邮政编码为31290，INSEE市镇编码为31514。

## 政治
圣罗姆所属的省级选区为勒韦勒县。

## 人口

1962-2008年间圣罗姆人口变化图示

圣罗姆于2022年1月1日时的人口数量为58人。